# والتر غريب
والتر غريب (مواليد 3 فبراير 1911) هو ملاكم سويسري، مثّل بلاده في الألعاب الأولمبية الصيفية 1936.

## روابط خارجية
والتر غريب على موقع بوكس ريك (الإنجليزية) (registration required)
- والتر غريب على موقع أوليمبيديا (الإنجليزية)